# Ippolito Chizzola
Ippolito Chizzola (Brescia, 1521 – Padova, 1565) è stato un presbitero e scrittore italiano.

## Biografia
Ippolito Chizzola, Canonico regolare lateranense, era il settimo figlio del cavalier dottor Giovanni, membro di una famiglia gentilizia bresciana. Già a dodici anni entrò nell'abbazia di San Salvatore a Brescia. Fu ordinato sacerdote all'età di 17 anni. Fu un importante predicatore e si oppose alle eresie del suo tempo. Nel 1565 fu nominato vescovo di Termoli, ma morì nello stesso anno a Padova, prima di prendere possesso della diocesi.
All'inizio fu molto influenzato dai religiosi della riforma protestante, fu uno dei suoi sostenitori e dovette quindi giustificarsi a Roma davanti al Sant'Uffizio, dove viene chiamato in un processo contro i "dissidenti", e difendersi anche davanti all'Inquisizione, fino a quando nel 1551 finalmente ammise i suoi errori[1].
La sua vita, le sue opere e il processo dell'Inquisizione sono ampiamente trattati nel libro di Giorgio Caravale[2]. Fu ai suoi tempi un predicatore ben noto; predicava, secondo una biografia contemporanea, in molte città come Cremona, Pavia, Venezia, Genova e Mantova, dove era molto vicino ai Gonzaga.
Fu consigliere del vescovo di Brescia al Concilio di Trento[3]. Nel 1561 fu incaricato da papa Pio IV di scrivere un memorandum sulla riforma della chiesa e di acquistare libri teologici controversi. C'era un piano per far discutere i teologi sulle dottrine controverse, e specialmente sull'autorità del papato. Chizzola intervenne con l'influente cardinale inquisitore Michele Ghislieri, affermando che si dovessero presentare gli argomenti dei protestanti secondo gli scritti originali (in fonte) e non dai libri dei teologi controversi cattolici - una proposta eccellente, ma sulla cui esecuzione non si sa nulla. Era particolarmente attivo contro gli eretici, come al Concilio, nel 1561, con un rapporto contro Pietro Paolo Vergerio[4], ma può aver simpatizzato in qualche modo con la Riforma. Una novità era che scriveva le sue relazioni in italiano e non in latino. Tra il 1555 e il 1562 fu più volte a Roma. Riferì a Cosimo I de' Medici sugli avvenimenti romani e sul processo che Pio IV aveva avviato contro Carlo Carafa e Giovanni Carafa, al termine del quale il Papa fece condannare a morte e strangolare il cardinale Carafa.Scrisse diversi libri e testi, ad esempio, in difesa delle decisioni del Concilio tridentino e dedicò questi scritti a Carlo Borromeo. Nel 1565 fu nominato vescovo di Termoli e dovette intraprendere un viaggio in Boemia a nome del Papa per predicare contro le eresie. Tuttavia, morì poco prima a Padova e fu sepolto nella chiesa di San Giovanni di Verdara.
C'è una medaglia di bronzo con il suo ritratto, che è un onore raro[5]. Esiste anche un olio dipinto nel 1556 da Sofonisba Anguissola, che si trova alla Pinacoteca Tosio Martinengo di Brescia. Un altro segno dell'importanza di Chizzola per l'Ordine degli Agostiniani è un medaglione-affresco dipinto da Ignatz Gottlieb Kröll dopo il 1731 sulla parete sud della biblioteca del monastero di Vorau in Stiria.

## Opere
- Discorsi per confutar le particolari heresie, Venezia, 1562
- All'illustrissimo ... signor Ercole Gonzaga, Tubinga, 1561
- All'illustrissimo cardinale di Trento, Tubinga, 1562
- Ai reverendissimi vescovi congregati a Trento, Tubinga, 1562
- Risposta ... alle bestemmie et maldicenze contenute in tre scritti di Paolo Vergerio contra l'indittione del concilio pubblicata da papa Pio quarto. Venezia, 1562
- Del culto e invocation de' santi in Prediche di diversi illustri theologi et catholici predicatori della parola di Dio, Venezia, 1566 (postumo)